# Kraftwerk Bochum
Das Kraftwerk Bochum (Kürzel KBO) war ein mit Erdgas befeuertes Heizkraftwerk (Gaskraftwerk) in Bochum.

## Geschichte
Im Jahr 1905 wurde der Kraftwerksbetrieb durch die Aufstellung eines ersten Generators zur Versorgung der Zeche Prinz Regent aufgenommen. Im Zeitraum 1941 bis 1949 wurde die Anlage durch die Ausstattung mit fünf neuen kohlebefeuerten Kesseln und einer Vorschaltturbine modernisiert. Ab 1951 wurde von dem Zechenkraftwerk auch Wärme in das Bochumer Fernheizungsnetz geliefert. Nach der Stilllegung des Zechenbetriebs auf Prinz Regent 1960 wurde die Kohle von der Zeche Friedrich der Große über den Gleisanschluss vom Bahnhof Bochum Nord angeliefert.
Die Anlage wurde 1961/62 im Zuge der Ansiedelung des Opel Werk I aus dem Besitz der Gelsenkirchener Bergwerks-AG von den Stadtwerken Bochum für 14 Mio. DM übernommen, an die damalige VEW AG übergeben und durch die Erweiterung um zwei weitere kohlebefeuerte Kessel modernisiert. Neben der Strom- und Fernwärmeerzeugung wurde ab dem 13. November 1962 auch Prozessdampf an Opel geliefert. Ab 1969 wurde auch die Ruhr-Universität Bochum sowie der Bochumer Stadtteil Hustadt mit Fernwärme versorgt.

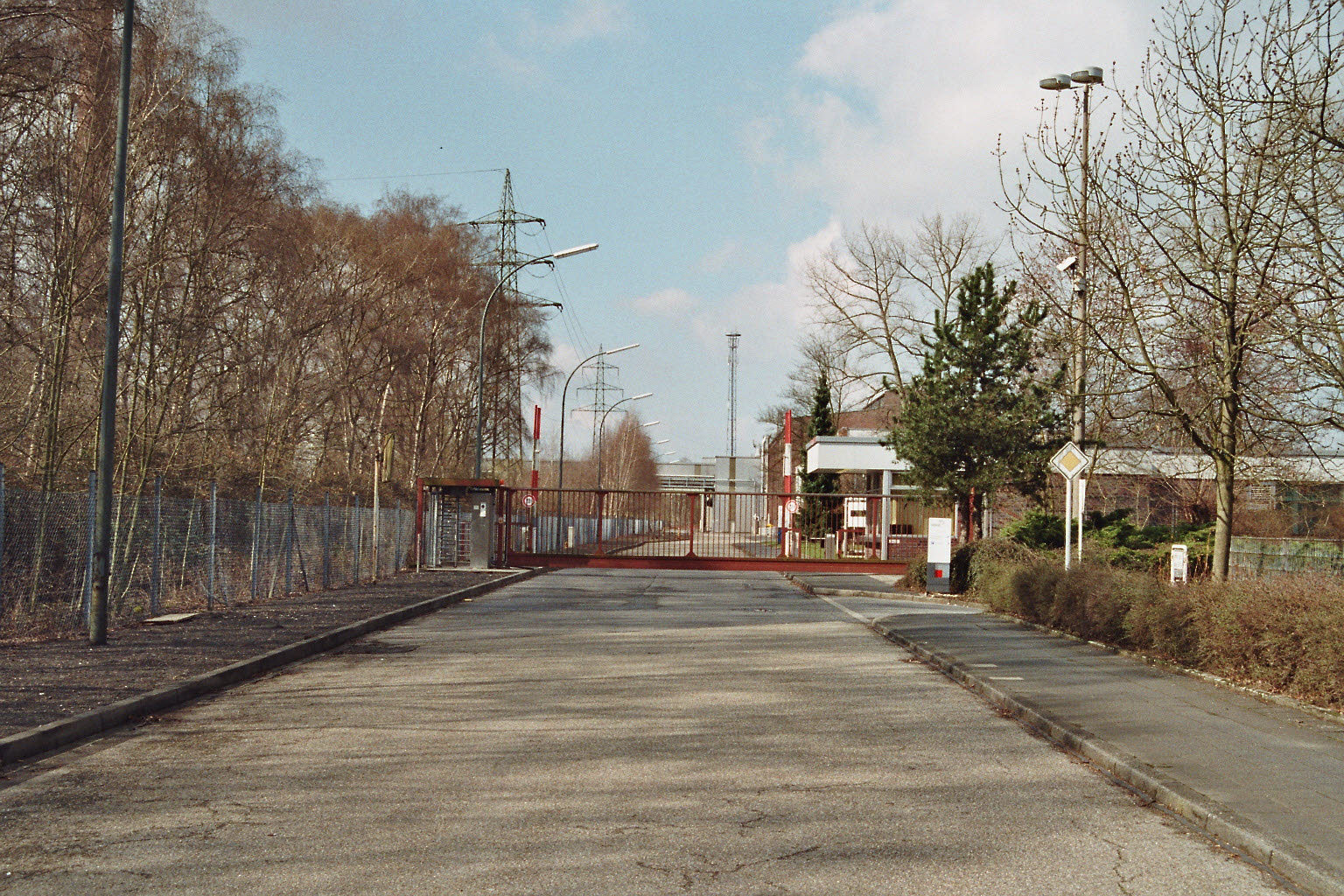
Zufahrt

Nach der Erweiterung des Kraftwerks um einen Gasblock mit zwei Dampfkesseln und einem Heißwasserkessel 1976 wurden die älteren kohlebefeuerten Kessel aus den 1940er Jahren 1979 stillgelegt. Im Jahr 1983 wurde eine zwölf Kilometer lange Fernwärmeleitung zum Kraftwerk Shamrock in Betrieb genommen. Die beiden jüngeren Kohlekessel wurden noch bis 1996 betrieben, nachdem sie Anfang der 1990er noch überholt worden waren. Von den Kohleblöcken mit den drei 80 bis 120 m hohen Schornsteinen ist nach dem Abriss der Kesselhäuser im Jahr 1999 nur noch der südwestliche Anbau übrig geblieben, der die Wasseraufbereitungsanlagen (u. a. Wasserenthärtung) enthielt. 2003/2004 wurde die Anlage um eine Turbine ergänzt und die komplette Leittechnik erneuert. Die Heizkraftwerke Dortmund und Bochum wurden danach vom Standort Dortmund gefahren.
Da der Hauptabnehmer Opel mit der Schließung des Werkes im Jahr 2014 weggefallen ist und die Verträge zur Wärmelieferung an die Ruhr-Universität Bochum und das Fernwärmenetz der Hustadt zum Jahresende 2017 ausgelaufen sind, kündigte der Betreiber RWE Generation SE an, das Kraftwerk Bochum im Jahr 2018 stillzulegen.
Ein Gemeinschaftsunternehmen der Stadtwerke Bochum und der Ruhr-Universität Bochum (unique Wärme; Firmenname zusammengesetzt aus „Universität“ und „Querenburg“) hat daher in den Räumen der ehemaligen Heizzentrale der Ruhr-Universität ein Blockheizkraftwerk erbaut, das nach der Abschaltung des Kraftwerks Bochum am 1. Oktober 2018 die Wärmeversorgung der Ruhr-Universität und des Stadtteils Querenburg übernommen hat.
Das Heizkraftwerk arbeitete zuletzt hauptsächlich nach dem energiesparenden Prinzip der Kraft-Wärme-Kopplung. Die Anlage belieferte ihre Großkunden mit jährlich rund 700 Millionen kWh Fernwärme aus Erdgas, darüber hinaus wurden bis zu 100 Mio. kWh Strom erzeugt, die in die 110-kV-Netzebene der Westfalen-Weser-Ems Verteilnetz GmbH eingespeist wurden. Die Blockleistung (netto) betrug 21 MW, die Fernwärmeleistung 306 MW.
Im Mai 2019 übernahm die Hagedorn Unternehmensgruppe die innerstädtisch gelegene, ausgediente Bestandsfläche von der RWE und wird sie für eine Neunutzung aufbereiten.
2021 wurde das Kraftwerk zusammen mit der Zeche Prinz Regent in die Route der Industriekultur aufgenommen.
Am 1. April 2023 wurde der 60 Meter hohe Schornstein gesprengt.

## Sonstiges
In einer ehemaligen Maschinenhalle des Kraftwerkes steht eine Teststrecke des Güterverkehrssystems CargoCap, das von der Ruhr-Universität Bochum entwickelt wird und 2006 als Standort der Initiative Deutschland – Land der Ideen ausgezeichnet wurde.